# Camí Fondo

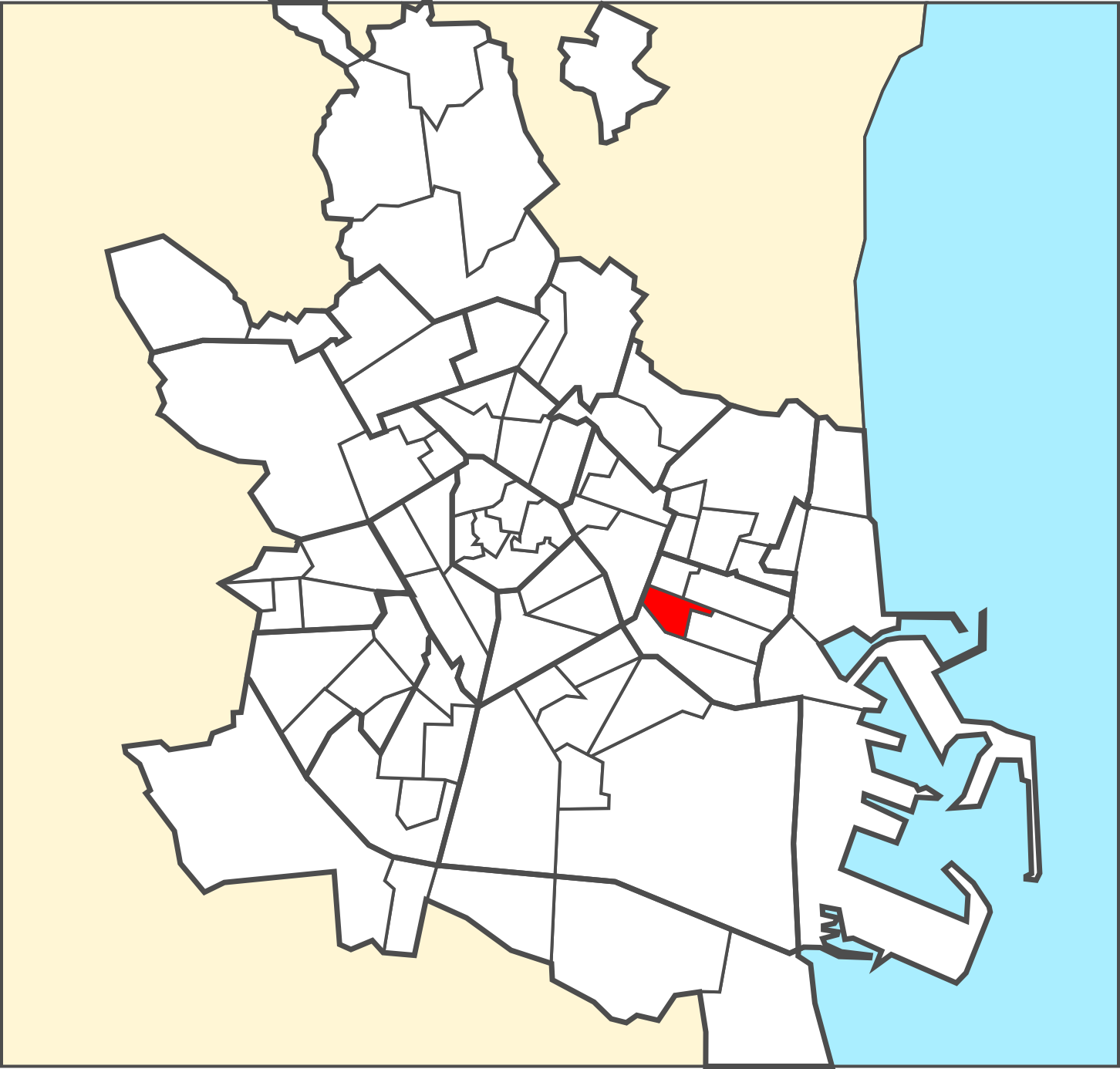
Localización del barrio del Camí Fondo en Valencia.

Camí Fondo (en español Camino Hondo) es un barrio de la ciudad de Valencia (España), perteneciente al distrito de Caminos al Grao. Está situado al suroeste de la ciudad y limita al norte con Albors y Ayora, al este con La Cruz del Grao, al sur con Peñarroja y al oeste con Mestalla. Su población en 2022 era de 4.531 habitantes.